# Malagiella ranomafana
Malagiella ranomafana is een spinnensoort in de familie van de dwergcelspinnen. De spin behoort tot het geslacht Malagiella. De wetenschappelijke naam van de soort werd voor het eerst geldig gepubliceerd in 2011 door Ubick & Griswold.
De soort is endemisch in Madagaskar. De soort komt voor in het nationaal park Ranomafana. Mannetjes hebben een lengte van 1,56 tot 1,70 millimeter en vrouwtjes hebben een lengte van 1,71 tot 1,96 millimeter.